# Ludwig Straus

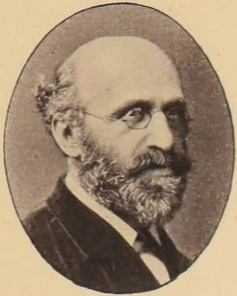
Ludwig Straus

Ludwig Straus, auch Ludwig Strauss, (* 28. März 1835 in Pressburg, Kaisertum Österreich; † 23. Oktober 1899 in Cambridge, Vereinigtes Königreich Großbritannien und Irland) war ein österreichischer Geiger.

## Leben
Straus studierte von 1843 bis 1848 am Wiener Konservatorium als Schüler von Joseph Böhm. 1850 trat er erstmals auf und fünf Jahre später unternahm eine Tournee in Italien. 1857 lernte er seinen langjährigen Freund, den Cellisten Alfredo Piatti, kennen und unternahm mit ihm eine Tournee durch Deutschland und Schweden. Von 1860 bis 1864 war er Konzertmeister in Frankfurt und besuchte in diesen Jahren häufig England. 1864 nahm er dort seinen Wohnsitz.
Er war viele Jahre lang Leiter des Hallé Orchestra in Manchester und eine bekannte Persönlichkeit bei den Popular Concerts in London. Er spielte die Erste Geige in der Queen’s Band. Aus gesundheitlichen Gründen ging er 1893 in den Ruhestand und lebte von da an bis zu seinem Tod in Cambridge.
Er war der Onkel und Vormund der Chemikerin Ida Freund. Als sie starb, wurde aus ihrem Erbe in Straus’ Namen an das Royal Manchester College of Music gespendet.

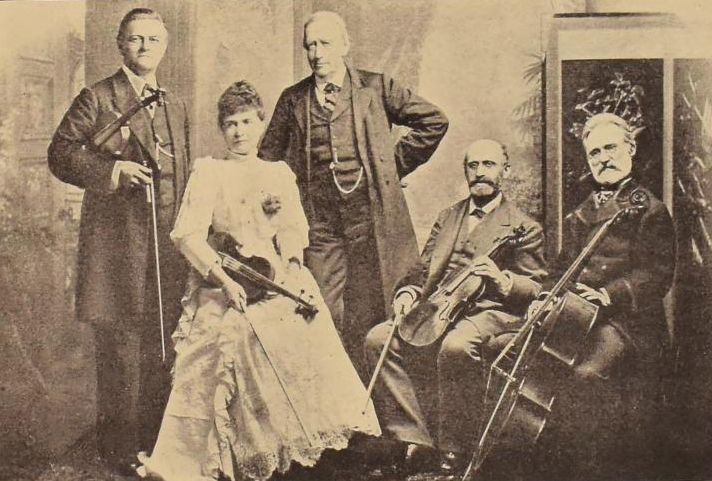
London String Quartet (vor 1898): Louis Ries, Wilma Neruda, Charles Hallé, Ludwig Straus, Alfredo Piatti

In der Encyclopædia Britannica steht über ihn:

“His playing, whether of violin or viola, had very great qualities; he was perfect in ensemble, and his power of self-effacement was of a piece with his gentle disposition and with the pure love of art which distinguished him through life. A more lovable nature never existed, and his quiet influence on the art of his time was very great.”

„Sein Spiel, ob Violine oder Bratsche, hatte sehr große Qualitäten. Er war ein perfekter Ensemblespieler und seine Fähigkeit zur Zurückhaltung stand im Einklang mit seinem sanften Gemüt und der reinen Liebe zur Kunst, die ihn sein ganzes Leben lang auszeichnete. Nie hat es ein liebenswerteres Wesen gegeben und sein stiller Einfluss auf die Kunst seine Zeit war sehr groß.“